# Paradoxapseudes botosaneanui
Paradoxapseudes botosaneanui is een naaldkreeftjessoort uit de familie van de Apseudidae. De wetenschappelijke naam van de soort is voor het eerst geldig gepubliceerd in 2001 door Gutu.